# 富列达
富列达，是西班牙加泰罗尼亚莱里达省的一个市镇。 总面积16平方公里，总人口115人（2001年），人口密度7人/平方公里。